# Акты Западной России
«Акти Західної Росії» (рос. Акты Западной России; Акты Западной Россіи) — російська 5-томна збірка опублікованих документів з історії Східної Європи (Русі, Литви, Польщі, Молдови, Московії, Лівонії) за 1340—1699. Видана у 1846—1853 роках, у Санкт-Петербурзі Петербурзькою археографічною комісією при Міністерстві народної освіти Російської імперії. Перші томи вийшли за загальною редакцією члена I. Григоровича, п'ятий — Івана Тарнави-Боричевського. 1-й том охоплює документи 1340—1506 років, 2-й — 1506—1544 років, 3-й — 1544—1587 років, 4-й — 1588—1632 років, 5-й — 1633—1699 років. Кожен том починається передмовою, в якій вказані місця зберігання оригіналів документів, що публікуються, кожен документ має легенду, закінчуються томи примітками.

## Назва
- Повна назва: Акти, що стосуються історії Західної Росії, зібрані й видані Археографічною комісією (рос. Акты, относящиеся к истории Западной России, собранные и изданные Археографическою комиссиею).
- Скорочена назва: Акти Західної Росії (рос. Акты Западной России), Акти ЗР (рос. Акты ЗР)

## Видання
- Акты, относящиеся к истории Западной России, собранные и изданные Археографической комиссией. — Т. 1. — СПб., 1846. — 432 c.
- Акты, относящиеся к истории Западной России, собранные и изданные Археографической комиссией. — Т. 2. — СПб., 1848. — 440 с.
- Акты, относящиеся к истории Западной России, собранные и изданные Археографической комиссией. — Т. 3. — СПб., 1848. — 368 c.
- Акты, относящиеся к истории Западной России, собранные и изданные Археографической комиссией. — Т. 4. — СПб., 1851. — 577 c.
- Акты, относящиеся к истории Западной России, собранные и изданные Археографической комиссией. — Т. 5. — СПб., 1853. — 321 c.

## Томи

### І
Т. 1. — 1340—1506 гг. — Санктпетербургъ. Типографія Собственной Е. И. В. Канцеляріи. — 1846. — 420 с.
- I. Государствование Ольгерда
  - С.1—2; Документ № 1. Литовсько-польський договір (1352): Договірна грамота литовських князів Явнута, Кейстута і Любарта Гедиміновичів, Юрія Наримунтовича і Юрія Коріятовича з польським королем Казимиром і з мазовецькими князями Земовитом і братом його Казимиром, синами Тройдена.

- II. Государствование Витовта
- III. Государствование Свидригайла и Сигизмунда Кестутьевича
- IV. Государствование Казимира Ягелловича
- V. Государствование Александра Казимировича

### II
- т. 2-й—1506—1544 роки;
- т. 3-й—1544—1587 роки;
- т. 4-й—1588—1632 роки;
- т. 5-й—1633—1699 роки.

## Опис
Документи, взяті з архівосховищ і бібліотек Білорусі, Литви і України, здебільшого стосуються взаємовідносин Московії (Росії) з Україною, Литвою, Польщею, Лівонським орденом, Кримським ханством, феодального і монастирського землеволодіння, розвитку українських міст та інших питань.
5-й том містить цінні відомості про визвольну війну українського народу під керівництвом Богдана Хмельницького (1648—54), про воєнні дії козаків проти кримських татар (1663—99), універсали гетьманів про права і повинності жителів міста Києва, матеріали до історії Берестейської церковної унії 1596, церковних братств тощо.
Більшість документів вперше ввели в науковий обіг в друкованому вигляді.

### Довідники
- Павленко С. «Акты Западной России» // Малий словник історії України / відпов. ред. В. А. Смолій. — К. : Либідь, 1997. — 464 с. — ISBN 5-325-00781-5.
- Бутич І. Л. «Акты Западной России» // Українська радянська енциклопедія : у 12 т. / гол. ред. М. П. Бажан ; редкол.: О. К. Антонов та ін. — 2-ге вид. — К. : Головна редакція УРЕ, 1974–1985.

- Акти Західної Росії [Архівовано 5 листопада 2019 у Wayback Machine.] // ВУЕ